# Wellesley (Massachusetts)
Wellesley és una població dels Estats Units a l'estat de Massachusetts. Segons el cens del 2000 tenia 26.613 habitants.

## Demografia
Segons el cens del 2000, Wellesley tenia 26.613 habitants, 8.594 habitatges, i 6.540 famílies. La densitat de població era de 1.009,4 habitants/km².
Dels 8.594 habitatges en un 39,9% hi vivien nens de menys de 18 anys, en un 67,2% hi vivien parelles casades, en un 7,1% dones solteres, i en un 23,9% no eren unitats familiars. En el 20,7% dels habitatges hi vivien persones soles el 10,5% de les quals corresponia a persones de 65 anys o més que vivien soles. El nombre mitjà de persones vivint en cada habitatge era de 2,7 i el nombre mitjà de persones que vivien en cada família era de 3,14.
Per edats la població es repartia de la següent manera: un 25,1% tenia menys de 18 anys, un 13,9% entre 18 i 24, un 22,9% entre 25 i 44, un 24,2% de 45 a 60 i un 13,9% 65 anys o més.
L'edat mediana era de 38 anys. Per cada 100 dones de 18 o més anys hi havia 71,1 homes.
La renda mediana per habitatge era de 113.686 $ i la renda mediana per família de 134.769$. Els homes tenien una renda mediana de 100.000 $ mentre que les dones 53.007$. La renda per capita de la població era de 52.866$. Entorn del 2,4% de les famílies i el 3,8% de la població estaven per davall del llindar de pobresa.
La ciutat és coneguda per la presència de diverses universitats de prestigi, com el Wellesley College, el Babson College, i un campus del Massachusetts Bay Community College.